# 745년

## 연호
- 당(唐) 천보(天寶) 4재
- 일본(日本) 덴표(天平) 17년

## 기년
- 당(唐) 현종(玄宗) 34년
- 신라(新羅) 경덕왕(景德王) 4년
- 발해(渤海) 문왕(文王) 9년

## 사건
- 돌궐 제2카간국(후돌궐) 멸망